# 畢自肅
畢自肅（1569年—1628年），字範九，号沖陽，山東淄川（今淄博市周村区王村镇西铺村）人，明代政治人物。官至右僉都御史，巡撫遼東，畢自肅曾多次上疏，請朝廷發遼東軍餉，但朝廷無錢支應，後士兵因欠餉發生寧遠兵變，畢自肅一度被擄走，雖後來被兵備副使郭廣救出，依舊憤而自殺。

## 生平
據《淄川縣志》載，畢自肅「豐質偉幹，性沉毅果決，多大略。」他少年熟讀儒家經典，萬曆三十一年（1603年）中举人，萬曆四十四年（1616年）登三甲進士，充北直定興縣知縣，任內廉政愛民，民眾為之建立生祠。
天啟二年（1622年），升任禮部主事。天啟六年（1626年）升參議、副使，天啟七年（1627年）協助袁崇煥防守寧錦之戰有功，升太僕寺少卿。
崇禎元年（1628年），升遼東巡撫。在遼東練兵時，畢自肅九次向朝廷申報欠餉，但朝廷苦無銀錢，居然不聞不問，而財政的主管就是其親兄戶部尚書畢自嚴。最後，欠餉四月的蜀、楚士卒，以張正朝、張思順為首，綁架了巡撫畢自肅、總兵朱梅等，是為寧遠兵變。畢自肅被毆打，頭破血流，重傷瀕死。兵備副使郭廣與肇事士卒關係甚佳，為營救畢自肅，郭廣自行打開官庫，發白銀貳萬兩，又向當地商人借款伍萬兩，贖回了畢自肅，並把畢自肅載至塔山堡（今遼寧錦西）調養。然而，畢自肅深感局勢惡劣，向京師方向再拜後，自戕而死。
袁崇煥至遼東督師後，命副將何可剛將兵變首謀張正朝、張思順等十五人斬殺，又論軍法，斬中軍吳國琦、罰參將彭簪古、都司左良玉等，而後奏請崇禎帝取消遼東巡撫一職，由自己親領，以統一事權。

## 家族
父畢木，自肅为第八子。兄畢自嚴，戶部尚書。